# 恵莉花
恵莉花（えりか、1988年5月30日 - ）は、日本の歌手。本名：山口 恵莉花（やまぐち えりか）。愛知県出身。血液型B型。2011年に恵莉花としてメジャーデビュー。所属事務所はユニバーサルミュージック。

## 略歴
デビュー前
- 2001年、『BSジュニアのど自慢』でグランプリを獲得[1][5]。
- 2008年11月23日、第4回全日本カラオケグランプリで優勝[1][2][5]。

2009年
- 9月2日、Spontania feat. EЯYとして「Another Story 〜AI「Story」Spontania Version〜」にフィーチャリング参加[3]。

2010年
- 1月20日、超新星「Last Kiss」カップリング曲「愛唄」にフィーチャリング参加[3]。
- 12月21日、超新星「CHOSHINSEI SHOW 2010」横浜アリーナ公演にゲスト参加[3]。

2011年
- 4月6日、恵莉花として「a love story 〜不器用な恋心〜」（SEAMO with BENNIE K「a love story」のサンプリング・カバー）の配信でデビュー[6][7]。
- 5月4日、スピッツ「空も飛べるはず」のサンプリング・カバー「Be With You 〜空も飛べるはず〜」でCDデビュー。オリジナルの歌詞とは異なるリバーシブル・カバーと称しており[8]、その後も同様のカバー作品群を発表。
- 8月3日、1枚目のアルバム『REVIVE』発売。MISIA「陽のあたる場所」、中島美嘉「雪の華」のカバーなどを収録。
- 11月、アルバム『REVIVE』とシングル「この花が咲いたら 〜いのちの種〜」が『第53回日本レコード大賞』企画賞を受賞[1][9]。

2012年
- 8月29日、2枚目のアルバム『なつかしかなし』発売。表題曲「なつかしかなし」のプロデュースは武部聡志。

2023年
- ライブカバーバンド「angels」のボーカルErykaとして、音楽活動を継続中。ライブ活動に関する動画をyoutubeチャンネル「angels」にて配信。
- 3月2日、youtubeチャンネル「のんじぇるす」を開設。コーラスのRinkoと２人でトーク配信。
- 10月14日、youtubeチャンネル「angels」の登録者数が10万人を突破。

2024年
- 1月13日、歌特化配信アプリColorSingにて、LシンガーErykaとして個人活動を開始。

## 人物
- 日本人の父親とフィリピン人の母親とのハーフである。母親は元クラブシンガーで、その影響で歌手になろうと決意した[3]。元俳優でD2メンバーであった山口賢貴は実兄である[1]。
- 趣味はサッカー観戦、音楽鑑賞、ピアノなど[3]。

## ディスコグラフィー

### シングル
|   | タイトル                        | 発売日        | 備考                                   |
| - | ------------------------------- | ------------- | -------------------------------------- |
| 1 | Be With You 〜空も飛べるはず〜  | 2011年5月4日  | スピッツ「空も飛べるはず」のカバー     |
| 2 | この花が咲いたら 〜いのちの種〜 | 2011年11月2日 | brats on B「この花が咲いたら」のカバー |

### アルバム
|   | タイトル       | 発売日        |
| - | -------------- | ------------- |
| 1 | REVIVE         | 2011年8月3日  |
| 2 | なつかしかなし | 2012年8月29日 |

### 参加作品
- Spontania「Another Story 〜AI「Story」Spontania Version〜 feat. EЯY」（2009年9月）
- 超新星 feat. EЯY「愛唄」（2010年）シングル「Last Kiss」カップリング